# 脑化指数
| 物种       | 脑化指数 (EQ) |
| ---------- | ------------- |
| 人         | 7.4-7.8       |
| 宽吻海豚属 | 4.14          |
| 虎鲸       | 2.57-3.3      |
| 黑猩猩属   | 2.2-2.5       |
| 普通猕猴   | 2.1           |
| 鲸         | 1.8           |
| 大象       | 1.13-2.36     |
| 狗         | 1.2           |
| 猫         | 1.00          |
| 马         | 0.9           |
| 羊         | 0.8           |
| 小鼠属     | 0.5           |
| 大家鼠     | 0.4           |
| 兔         | 0.4           |

脑化指数（英語：Encephalization quotient, EQ）是一个用来描述动物大脑和身体比例关系的量，即真實腦容量和預期腦容量的比值，可大致表示該動物的智力。
腦化指數和相似的腦體質量比（脑容量與體重的比值）比起來為較好的指標，因為它考慮了異速生長的因素。腦化指數的關係與公式只適用於哺乳類，不適用於其他動物。

## 腦與身體的大小關係
一般而言，動物腦的大小應隨身體變大而增大（呈正相關），體型較大的動物應有比小動物更大的腦部。但這樣的關係不是線性的，小動物的腦部占身體的比例較大型動物為大，即擁有相對上較大的腦部，老鼠的腦部身體質量比為1/40（接近人類的比值），而大象雖智力甚高，其腦部身體質量比卻小的多，只有1/560。
導致這種趨勢的原因有很多，其中之一可能是神經元的大小固定，當動物的腦部變大時，神經元的增加導致腦部增加的比例較身體其他部分的增加為少，這種現象引入了「頭部集中化指數」（cephalization factor）；E = CS2，其中E與S分別是身體與腦部的質量，而C是頭部集中化指數。但只考慮身體和腦部的關係是不夠的，應同時考慮動物全身的大小。